# Fábio Luciano
Fábio Luciano (* 29. April 1975 in Vinhedo) ist ein ehemaliger brasilianischer Fußballspieler.

## Sportliche Karriere
Seine Profikarriere begann er 1996 beim brasilianischen Zweitligisten AA Ponte Preta, für den er bis in die Saison 1999 spielte. Anschließend wechselte er nach São Paulo zum SC Corinthians, wo er in seiner ersten Saison zu 17 Einsätzen kam. 2001 ging Luciano auf Leihbasis für ein Jahr nach Porto Alegre zum SC Internacional. Nach zwei weiteren Jahren beim Sport Club Corinthians wurde der Innenverteidiger nach Europa für drei Jahre an Fenerbahçe Istanbul verliehen. Die Türken besaßen zwar eine Kaufoption, zogen diese aber nach einer langwierigen Verletzung, die er sich im Vorbereitungstraining im Juli 2006 zugezogen hatte, nicht.
Nach einem halben Jahr, in dem er sich bei dem uruguayischen Verein Rentistas Montevideo fit hielt, wurde er am 12. Januar 2007 vom deutschen Zweitligaverein 1. FC Köln bis zum 30. Juli 2007 ausgeliehen. Sein dortiger Trainer war Christoph Daum, mit dem er schon in Istanbul zusammengearbeitet hatte. Nach nur drei Monaten wurde jedoch sein Vertrag in der Domstadt auf seinen Wunsch schon wieder aufgelöst, woraufhin Luciano am 2. August 2007 einen Vertrag beim brasilianischen Traditionsverein CR Flamengo in Rio de Janeiro unterschrieb, der ihn bis zum 31. Dezember 2009 an den Verein band.
Am 11. Juni 2003 kam Luciano zu seinem einzigen Einsatz in der brasilianischen Nationalmannschaft. Im Freundschaftsspiel gegen Nigeria wurde er in der 86. Spielminute für Juan eingewechselt.

## Erfolge
Corinthians
- FIFA-Klub-Weltmeister: 2000
- Staatsmeister von São Paulo: 2001, 2003
- Torneio Rio-São Paulo: 2002
- Brasilianischer Pokalsieger: 2002

Fenerbahçe
- Türkischer Meister: 2004, 2005

Flamengo
- Taça Guanabara: 2008
- Staatsmeister von Rio de Janeiro: 2008

Auszeichnungen
- Bola de Prata: 2002 (Bester Verteidiger der Brasilianischen Meisterschaft)